# Mru (langue)
Le mru ou mrung est une langue sino-tibétaine parlée au Bangladesh et au Myanmar.